# アーク・ロイヤル (空母・初代)
アーク・ロイヤル（HMS Ark Royal, 91） は、イギリスの航空母艦。戦間期に建造され、イギリス海軍が第二次世界大戦で運用した正規空母である。同型艦はない。
アメリカ海軍のヨークタウン級、大日本帝国海軍の蒼龍型と併せて、中型空母の完成型として並び称される優秀な空母であった。イギリスは本艦を基本に防御力を強化したイラストリアス級航空母艦を建造した。

## 概要
ワシントン海軍軍縮条約によって海軍休日時代が始まった。13万5000トンの空母建造枠を確保したイギリスは、当時の保有空母6隻により11万5455トンを消化し、2万トン弱の建造枠を残していた。この枠を使い切って計画されたのが本艦である。
アーク・ロイヤルの原型は1933年の設計案だが、同案は飛行甲板長274ｍと建造ドックのサイズ制限を超過してしまうため全長短縮を主眼とした改設計が行われた。建造には第二次ロンドン条約の制限（基準排水量23,000トン）も意識され、結局22,000トン（満載27,720トン）の空母として結実し、1934年度計画により議会に建造予算が承認され、キャメル・レアード社（バーケンヘッド）で建造された。当時、イギリス海軍には水上機母艦「アーク・ロイヤル」が就役中であったが、艦名を譲って1934年12月に「ペガサス」と改名した。

## 艦形

### 船体

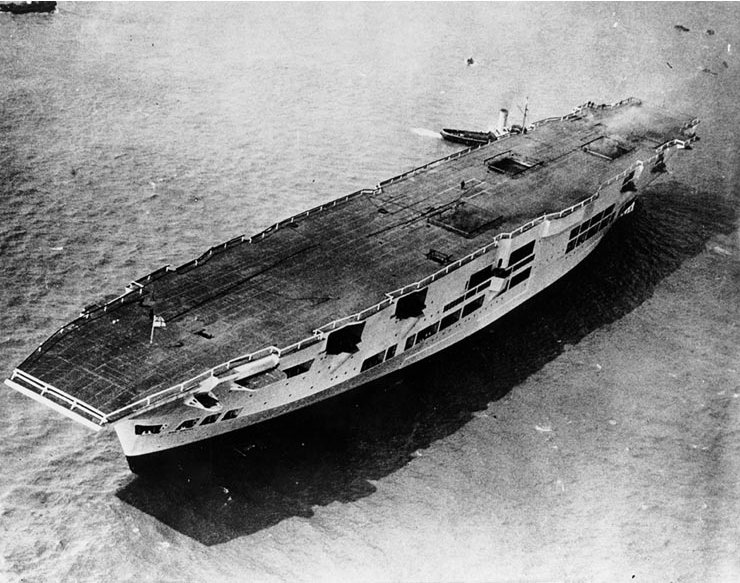
建造途中のアーク・ロイヤル。

上述の事情により船体短縮に注力する一方で空母としての性能の確保にも尽力した結果、水線長は208.8mに抑えられ、LB比（水線長／幅）は7.2と非常に肥満型の船体となった。飛龍のLB比10、ヨークタウン9.2等と比べても際立った数値で、むしろ戦艦に近い船体形状となったことが窺える。
この短くなった船体に最大限の飛行甲板長を確保するため、飛行甲板は船体よりも前後方向に延長され、特に艦尾方向に大きくオーバーハングさせたことで243.8m×29mを確保した。艦首は延長した飛行甲板と一体化させてエンクローズド・バウを為している。
飛行甲板高は18.3mと、ヨークタウン（16.5m）や飛龍（12.8m）よりかなり高く、エセックス（16.7m）や翔鶴（14.2m）よりも上、赤城（20.7m）に迫る数値となり、結果として投影面積の広いシルエットを形成している。これは搭載機数確保のため二段式格納庫を採用したためでもあるが、それ以上に艦内の機関スペースの影響が大きく、缶室の高さが飛龍（8.2m）より5割以上も大きい12.8mに達しているためである。

### 外観

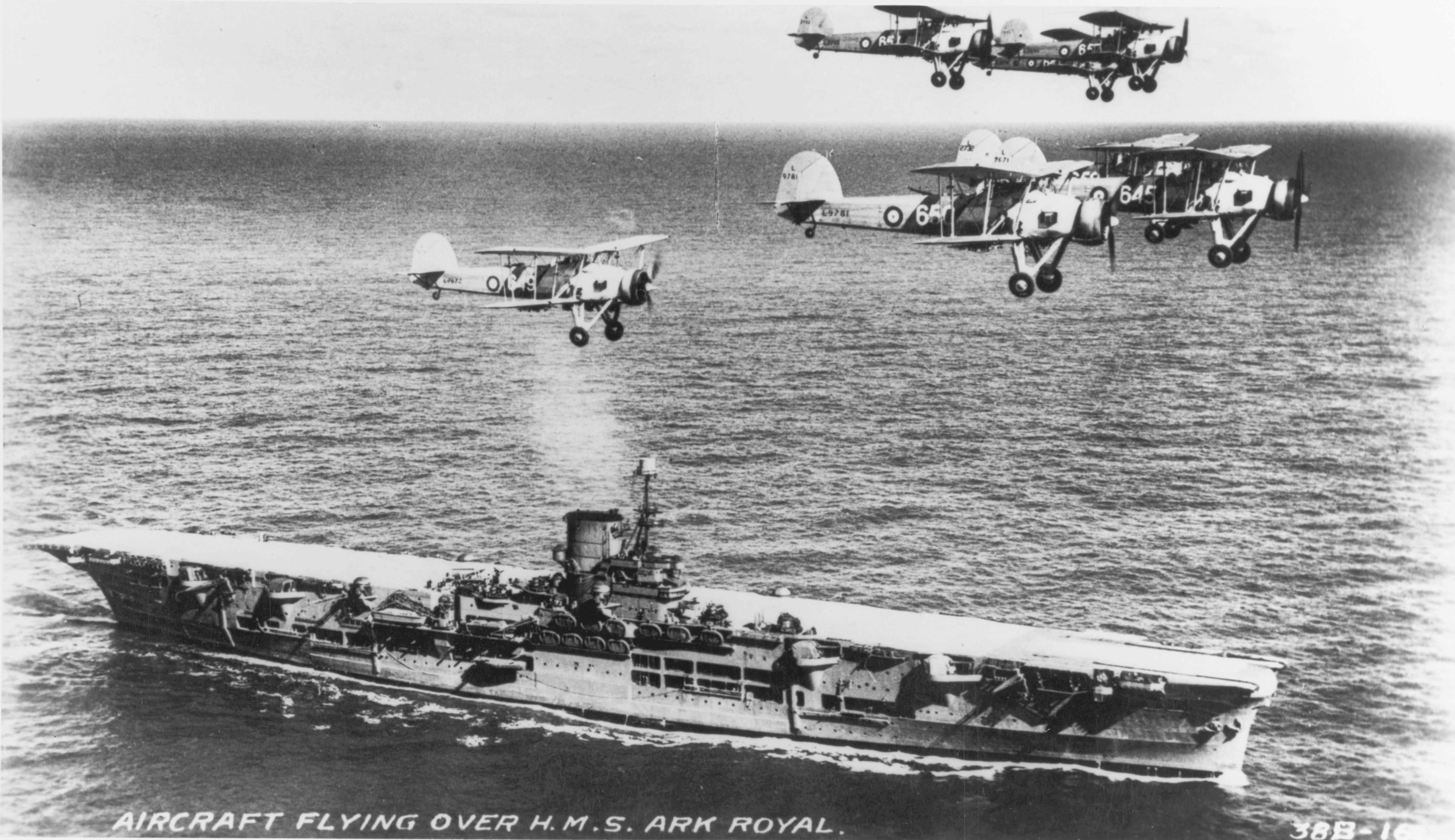
1939年に撮られたアーク・ロイヤル。艦橋の側面に吊り下げられた小判状の物体は救命ボート。艦載艇はその下に収められていた。

アイランド（島型艦橋）は船体サイズに比べて比較的小型にまとめられ、細身の1本煙突は高く伸ばして煤煙が艦橋に逆流したり、飛行甲板への乱流を抑えるように工夫された。煙突から下の側面が艦載艇置き場となっており、それらは船体中央部の側面に片舷1基ずつ付いたクレーン2基により運用された。
武装はカレイジャス級空母と同様に、舷側に設けられたスポンソン（張り出し）に配置されている。波浪の影響を受けやすかった前級の欠点を是正すべく位置を飛行甲板の下まで高められ、射界を得るために飛行甲板の一部を切り欠いて配置され、主武装の11.4cm高角砲は防盾で覆われた連装砲架で飛行甲板の側面に2基ずつ前後に離されて片舷4基の計8基が配置された。甲板上にヴィッカーズ 4cm（39口径）ポンポン砲を八連装でアイランドの前後に背負い式2基ずつ計4基を搭載したが、1941年5月にアイランドと反対側の飛行甲板左舷側に2基が追加されて6基に増加した。他にヴィッカース 12.7mm（62口径）機関銃を四連装砲架で2基1組として飛行甲板の前後左右の端部に4か所で計8基を配置した。戦前は3ポンド単装砲4基も装備していたが後に撤去された。

## 武装

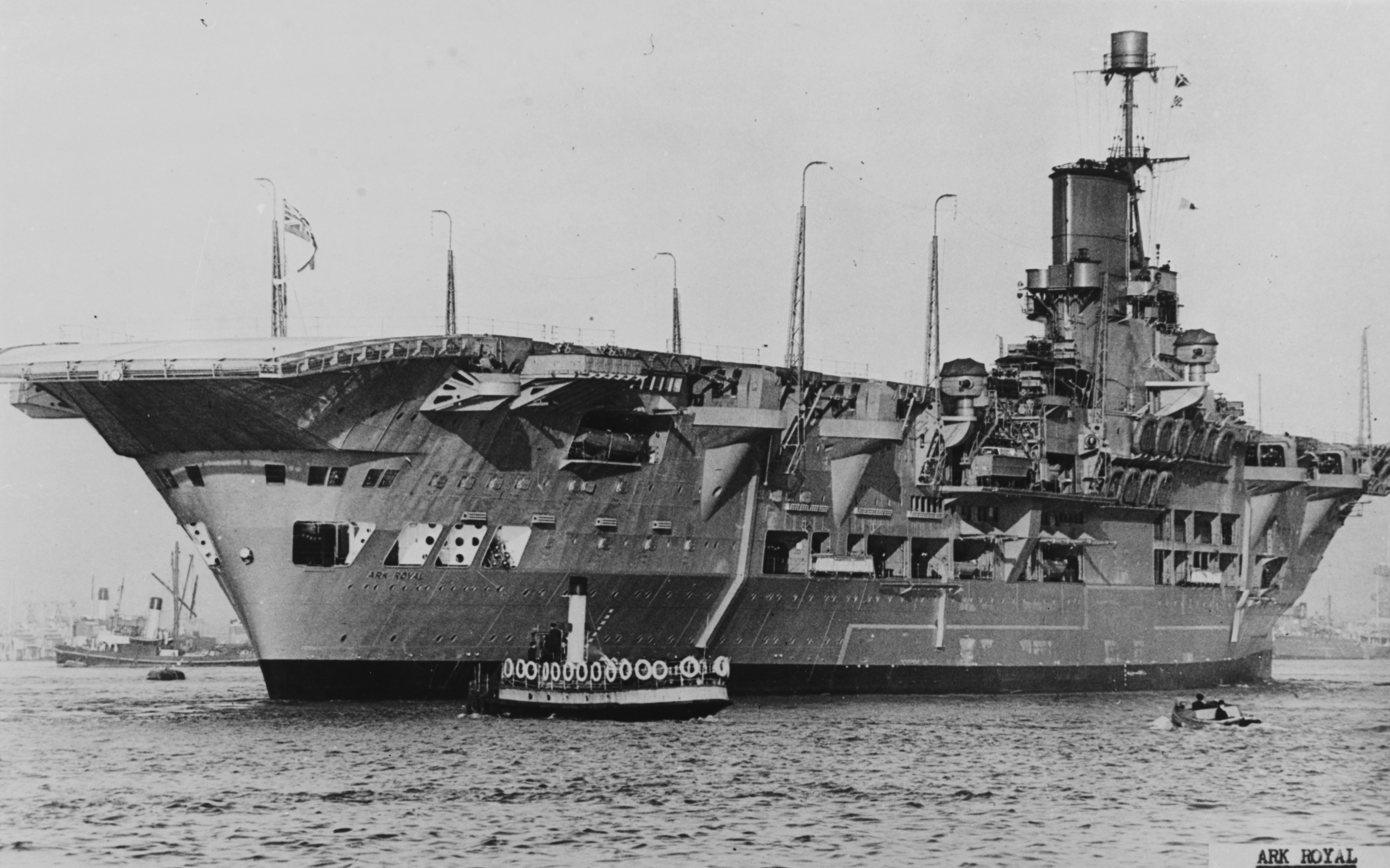
1939年に艦尾から撮られたアーク・ロイヤル。船体形状は逆ピラミッド型となったために武装は船体にへばりつくように配置されている。

主武装として新設計のMark III 1938年型 11.4cm（45口径）高角砲を採用した。その性能は重量39.5kgの主砲弾を仰角45度で最大射程18,970mまで、最大仰角80度で最大射高12,500mまで届かせる事ができた。装填機構は自由角度装填で発射速度は毎分12発であった。砲身の仰角は80度・俯角5度で動力は電動駆動であり補助に人力を必要とした。旋回角度は左右方向を0度として左右150度の旋回角が可能であった。
なお、戦時中にレーダー用の架台が増設されている。実際にレーダー本体が搭載されたかは参考文献からは不明。

## 航空艤装

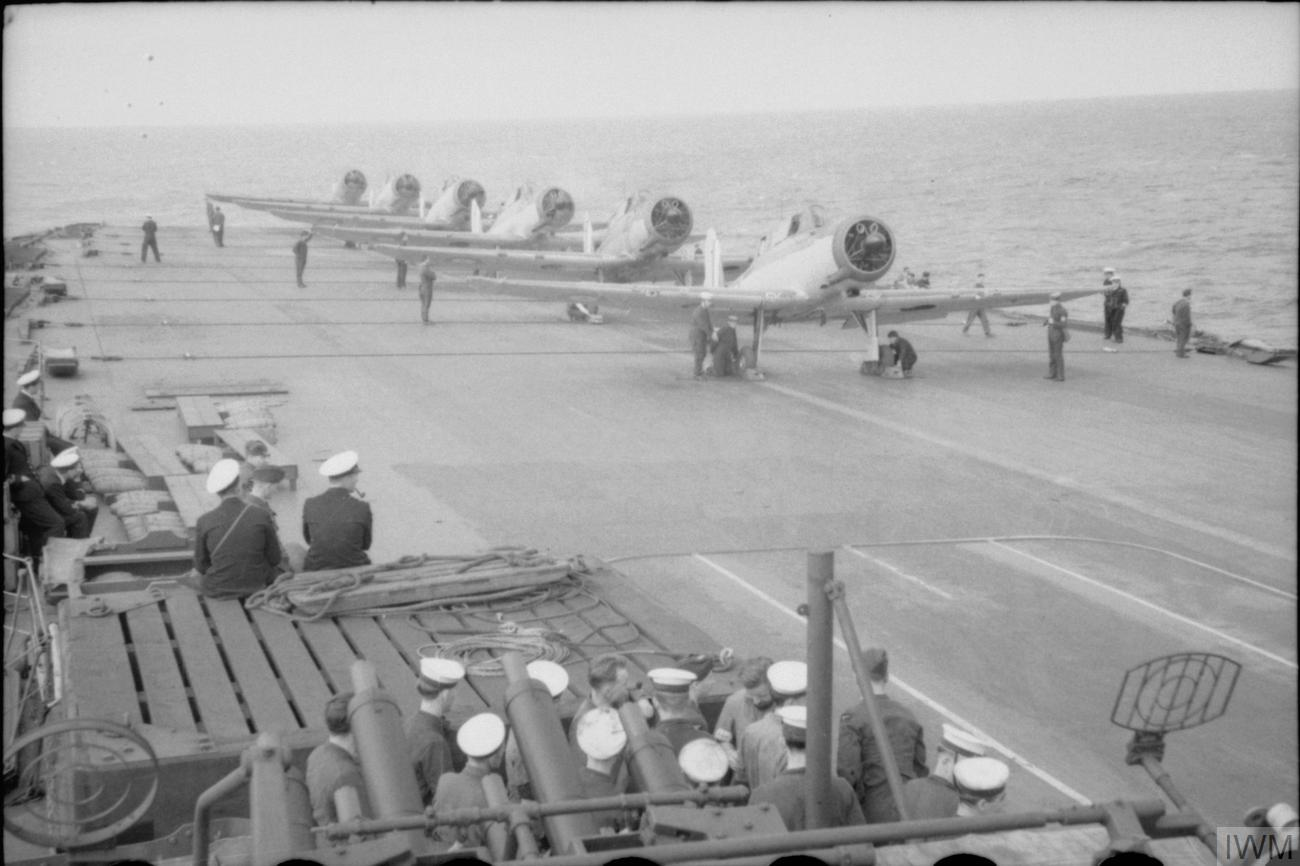
1941年4月に撮られたアーク・ロイヤルの飛行甲板。後部甲板一杯にブラックバーン スクア艦上爆撃機が並べられている。水兵たちの後ろにあるのは4cm8連装ポンポン砲。

アーク・ロイヤルは72機の艦載機を運用することが求められ、格納庫を2段にする事によってそれに応えた。しかし、イギリスは全ての艦載機を艦内に収容することにこだわった結果、60機での運用とされ、実際の搭載機数は後掲のようにさらに少なかった。格納庫は密閉式とされ、庫外通路の一部を除いて外部には通じておらず、艦内工場や各種倉庫・病室・浴室・トイレ・兵員室等が両脇に設けられていた。格納庫高さは4.9mであり、前級に相当するカレイジャス・フューリアスから0.3m増高された。格納庫のサイズは上段が長さ173.1m・横幅18.3m、下段が長さ137.8m・横幅18.3mである。
艦首・飛行甲板前端には2基の油圧式カタパルト（HI-1）が装備され、40秒間隔にて5.4トンの機体を66ノットで射出する能力を有した。
エレベータは3基が設けられた。この点でも日米の新空母と軌を一とする。ただし配置は艦首より概ね50m、85m、125mの位置で、全体としてかなり前寄りであり、また前・後部エレベータは右舷、中部エレベータは左舷に寄っている。この配置の理由は艦内区画を見れば理解できる。本艦の格納庫はほぼ均等に四区画に分けられており、前・中・後部のエレベータはそれぞれ一・二・三番目の区画の前方左右の隅に配置され、格納庫内への干渉を抑制する位置になっているのである。

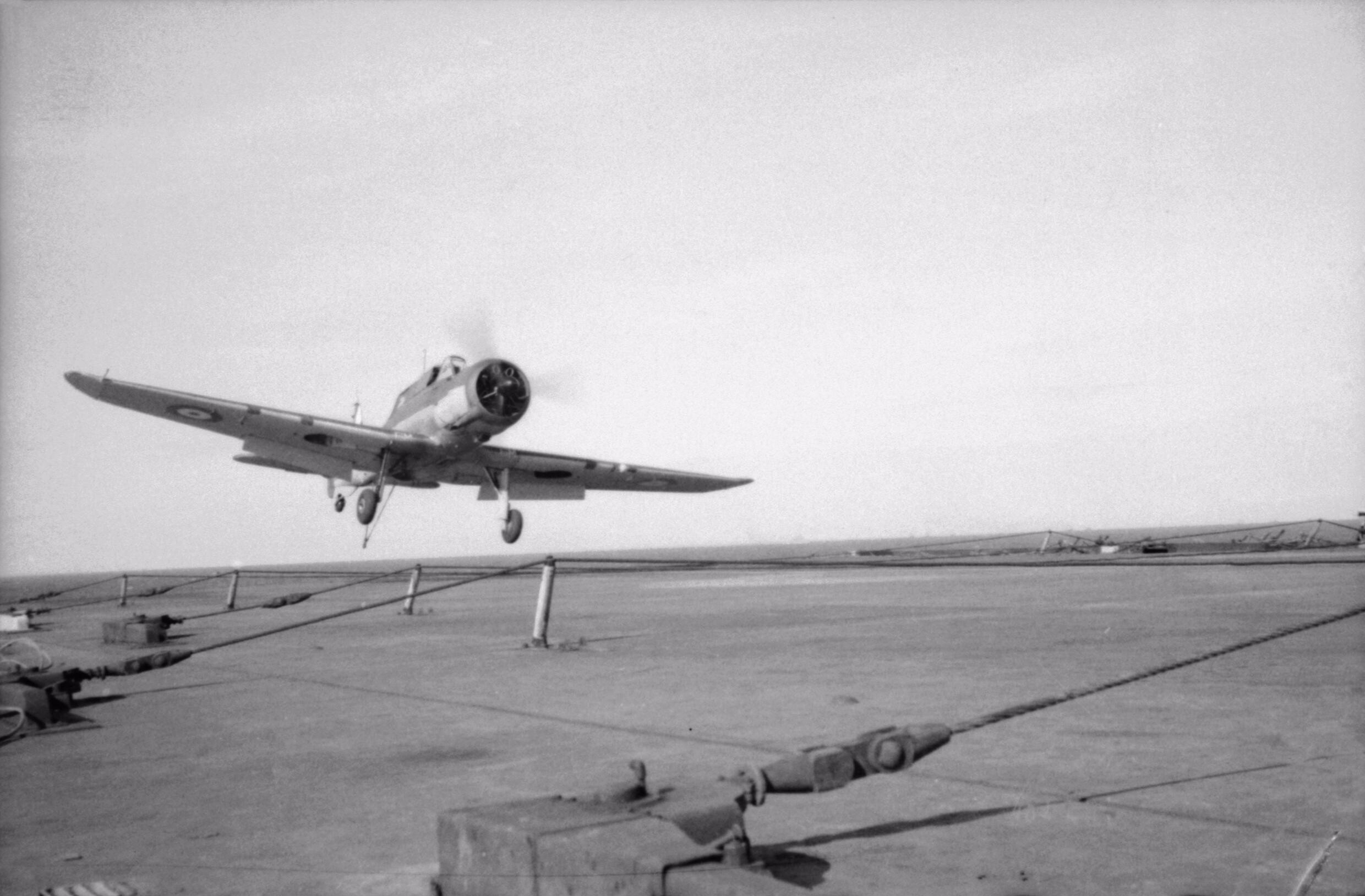
1941年4月に撮られたアーク・ロイヤルの飛行甲板と着艦しようとするブラックバーン スクア艦上爆撃機。後部甲板の着艦制動索が判る写真。

後部エレベータより艦尾側の飛行甲板には8本の着艦制動索（アレスティング・ワイヤ）が設けられた、3.6トンの機体が60ノットで着艦したものを制動距離43mで停止させることができた。
航空機用ガソリンは10万英ガロンが用意された。
| 時期       | 機数 | 部隊 |
| ---------- | ---- | --- |
| 1939年9月  | 52機 | 第800飛行隊（スクア×9） 第803飛行隊（スクア×9） 第810飛行隊（ソードフィッシュ×12） 第814飛行隊（ソードフィッシュ×12） 第820飛行隊（ソードフィッシュ×9）＋ウォーラス×1                                   |
| 1939年10月 | 29機 | 第800飛行隊（スクア×8） 第810飛行隊（ソードフィッシュ×12） 第820飛行隊（ソードフィッシュ×9） |
| 1940年4月  | 45機 | 第800飛行隊（スクア×9＋ロック×2） 第801飛行隊（スクア×9＋ロック×3） 第810飛行隊（ソードフィッシュ×12） 第820飛行隊（ソードフィッシュ×9） 第700飛行隊（ウォーラス×1）                                    |
| 1940年5月  | 44機 | 第800飛行隊（スクア×12） 第803飛行隊（スクア×11） 第810飛行隊（ソードフィッシュ×12） 第820飛行隊（ソードフィッシュ×9）                                                                                  |
| 1940年6月  | 50機 | 第800飛行隊（スクア×12） 第803飛行隊（スクア×12） 第810飛行隊（ソードフィッシュ×12） 第820飛行隊（ソードフィッシュ×9） 第701飛行隊（ウォーラス×5）                                                      |
| 1940年8月  | 54機 | 第800飛行隊（スクア×12） 第803飛行隊（スクア×12） 第810飛行隊（ソードフィッシュ×12） 第818飛行隊（ソードフィッシュ×9） 第820飛行隊（ソードフィッシュ×9）                                                |
| 1940年10月 | 54機 | 第800飛行隊（スクア×12） 第808飛行隊（フルマー×12） 第810飛行隊（ソードフィッシュ×12） 第818飛行隊（ソードフィッシュ×9） 第820飛行隊（ソードフィッシュ×9）                                              |
| 1941年4月  | 54機 | 第807飛行隊（フルマー×12） 第808飛行隊（フルマー×12） 第810飛行隊（ソードフィッシュ×12） 第818飛行隊（ソードフィッシュ×9） 第820飛行隊（ソードフィッシュ×9）                                            |
| 1941年5月  | 48機 | 第800XFlight（フルマーⅡ×3） 第807飛行隊（フルマーⅡ×12 ※内9機未搭載） 第808飛行隊（フルマーⅡ×12） 第810飛行隊（ソードフィッシュ×12） 第818飛行隊（ソードフィッシュ×9） 第820飛行隊（ソードフィッシュ×9） |
| 1941年6月  | 48機 | 第800XFlight（フルマーⅡ×3） 第807飛行隊（フルマーⅡ×12 ※内9機未搭載） 第808飛行隊（フルマーⅡ×12） 第810飛行隊（ソードフィッシュ×12） 第818飛行隊（ソードフィッシュ×9） 第825飛行隊（ソードフィッシュ×9） |
| 1941年7月  | 48機 | 第800XFlight（フルマーⅡ×3） 第807飛行隊（フルマーⅡ×12 ※内9機未搭載） 第808飛行隊（フルマーⅡ×12） 第810飛行隊（ソードフィッシュ×12） 第816飛行隊（ソードフィッシュ×9） 第825飛行隊（ソードフィッシュ×9） |
| 1941年9月  | 48機 | 第800XFlight（フルマーⅡ×3） 第807飛行隊（フルマーⅡ×12 ※内9機未搭載） 第808飛行隊（フルマーⅡ×12） 第812飛行隊（ソードフィッシュ×12） 第816飛行隊（ソードフィッシュ×9） 第825飛行隊（ソードフィッシュ×9） |

### その他
乗員は艦の運用が863名、航空関連要員が773名の計1636名である。戦時増員については不明。

## 防御
アーク・ロイヤルの防御要綱はカレイジャス級よりも強化され、以下の要求仕様となった。
1. 15.2cm（6インチ）砲弾
2. 227kg爆弾の急降下爆撃
3. 炸薬量340kgの魚雷

に耐えることが要求されており、当時の空母としては相当な重防御であった。
この要求に応えるため、舷側の水線部には高さ4.08mの114mm装甲が貼られ、機関区と燃料タンクを守るために前後の隔壁（バルクヘッド：bulk heads）には64mmから76mm装甲で繋いでバイタルパートを為している。水線下は38mm装甲と二枚の縦隔壁で区切られた3層構造とし、水防区画と液層と空気層で浸水を止める様式で、外側の1層は艦底部の二重底と接続していた。艦内配置にも気が配られ、ガソリン庫は弾薬庫よりも船体内側に配置された。
飛行甲板には装甲は施されておらず、水平防御は下部格納庫（缶室直上）-機関室64mm、弾薬庫・ガソリン庫・舵機室89mmが施された。

## 機関
アーク・ロイヤルにおいて機関出力は10万2000馬力で31ノットが要求された。機関構成はヤーロウ式細径水管缶を改良したアドミラルティ式過熱器付3胴型水管缶（過熱蒸気圧力400PSI、350℃）6基。推進機関はパーソンズ式オール・ギヤードタービンを採用した。これをボイラー2基とタービン1軸（3万4000馬力）を1ユニットとし、3ユニットを横に並列配置した3基3軸推進とした。
カレイジャス級と同様に4軸推進で構想されたが、前述の艦形の小型化のために収めることができなかった。2軸では推進機関の負担が増してしまう上に、ネルソン級戦艦のように就役してから出力不足が発覚した場合は要求性能の発揮が不可能となるため、イギリス空母では初の3軸推進とされた。これは中央軸の水流が主舵に直接当たるために舵の効き具合にも好影響を及ぼし、LB比の小ささと相まって本艦の機動性向上に寄与した。この機関配置は後の「イラストリアス級」にも引き継がれた。重油搭載量は4620トンで、6650浬／16ノットないし1万2000浬／14ノットの航続距離を確保した。
機関配置は被弾時や浸水時の被害極限を考えての配置であったが、代償として機関配置の自由度が下がり、LB比低下の主因の一つとなった。また、縦隔壁2枚で3等分された機関室は上に上にとスペースを取り、機関区の高さが船体の半分にまで達してしまった。元々トップヘビーの船体形状だったうえに機関室が縦隔壁で分断されていたことは本艦の最期にも影響し、最後まで推進力は失わなかったが浸水が片舷に片寄ったことで横転沈没に至る一因となった。
電力については補助機関として出力400kWの蒸気タービン発電機6基により直流220V 2400kWが供給され、カレイジャス級とフューリアスの975kWより大きく能力が向上した。ディーゼル発電機は備えられていなかった。

## 戦歴

### 対潜群
1939年9月3日、連合国（イギリス連邦、フランス）などはドイツ国に宣戦布告して第二次世界大戦が生起した。西部戦線と大西洋戦線の形成により、ドイツ海軍のUボート艦隊がイギリスの海岸を席巻し、イギリス海運を遮断する可能性があることが予見されていた。戦争開始から数時間以内に、旅客船アセニアはU-30（フリッツ・ユリウス・レンプ艦長）によって雷撃され沈んだ。これは開戦の最初週におけるUボートによって沈められた65,000トン以上の船舶の一番目である。アーク・ロイヤルも、ハンター・キラー・グループ（対潜哨戒部隊）の一翼として本国艦隊の北西近海に配備された。この対潜群はカレイジャス、ハーミスまたはアーク・ロイヤルの空母と周囲の駆逐艦その他の対潜水艦で構成される。艦載機はUボートの探索域を広げたが、同時に空母を魅力的な標的にした。
9月14日、アーク・ロイヤルは貨物船ファナド・ヘッドから救難信号を受けたが、これは浮上したU-30の追跡によるもので200 海里（230 mi; 370 km）離れた場所であった。アーク・ロイヤルは商船を救援するために艦上機[を放ったが、発見されたのはU-39で、アーク・ロイヤルに魚雷を2本発射した。見張りは魚雷の航跡を発見し、アーク・ロイヤルは攻撃方向に向くことで衝突断面積を縮小して魚雷は命中せず、無害に後方で爆発した。三隻のF級駆逐艦は空母を護衛し、爆雷攻撃でU-39を強制浮上させた。ドイツの乗組員は、U-39が沈没する前に船を放棄した。アーク・ロイヤルの艦載機が到達したファナド・ヘッドはドイツの搭乗員の手に落ちており、スクア艦爆はU-30の攻撃に失敗した。2機は自身の爆撃に巻き込まれて墜落した。Uボートは自身の搭乗員と、墜落したパイロットを救助した（両方の見張りが溺死していた）。そしてファナド・ヘッドを撃沈した。
アーク・ロイヤルはスコットランド北西の入り江ロッホ・ユーに戻り、艦と乗組員はウィンストン・チャーチルの査察を受けた。U-39の沈没は士気にとって重要であると賞賛された。しかしUボート側も負けておらず、9月17日にU29がカレイジャスを撃沈した。海軍本部は空母を危険にさらす危険性が高いと確信し、空母中心の対潜群は放棄された。

### もう一つのニアミス
9月25日、アーク・ロイヤルはカテガット海峡の浅瀬でドイツ軍艦によって損傷を受けていた潜水艦スピアフィッシュの救難支援を行っていた。9月26日、スピアフィッシュと戦艦ネルソン並びにロドニーが港に戻る間、船群は3機のドイツ空軍ドルニエDo 18飛行艇に発見された。アーク・ロイヤルは艦爆ブラックバーン・スクアを3機展開して追い散らした。一機のドルニエはイギリス空中戦初の撃墜となった。
生き残ったドルニエがイギリスの船舶の位置を報告することを懸念したアーク・ロイヤルの航空司令は、艦載機の安全確保と対空戦の準備を命じた。ほどなく4機のドイツ空軍KG30の爆撃機ユンカースJu 88が出現した。3機は、対空砲火によって追い払われたが、4機目は、空母に1000キロ（2200ポンド）爆弾を投下した。アーク・ロイヤルは右舷に急速回頭して回避し、爆弾は右舷30メートル（98フィート）離れた海上に落ちて水を跳ね上げ、それが艦上に被さった。ドイツのパイロットは、空母に直撃したかどうかを見ておらず、後続の偵察機はアーク・ロイヤルでなく、2隻の戦艦を発見した。この情報に基づいて、ドイツ軍は誤ってアーク・ロイヤルが沈んだと発表した。ウィンストン・チャーチル首相は、イギリスの同盟国にマイナスの影響を与える前にドイツのプロパガンダの嘘を証明するため、個人的にはアメリカの大統領フランクリン・デラノ・ルーズベルトに空母が損傷していないと安心させるために、アメリカ公使館付海軍武官を入渠中のアーク・ロイヤルに招待して見せた。ローマの英国公使館付海軍武官は、イタリアの首相ベニート・ムッソリーニに艦は従軍中であることを保証するように指示されている。これはゲッベルスとナチプロパガンダにとってきまり悪いことになった。

### グラーフ・シュペー狩り

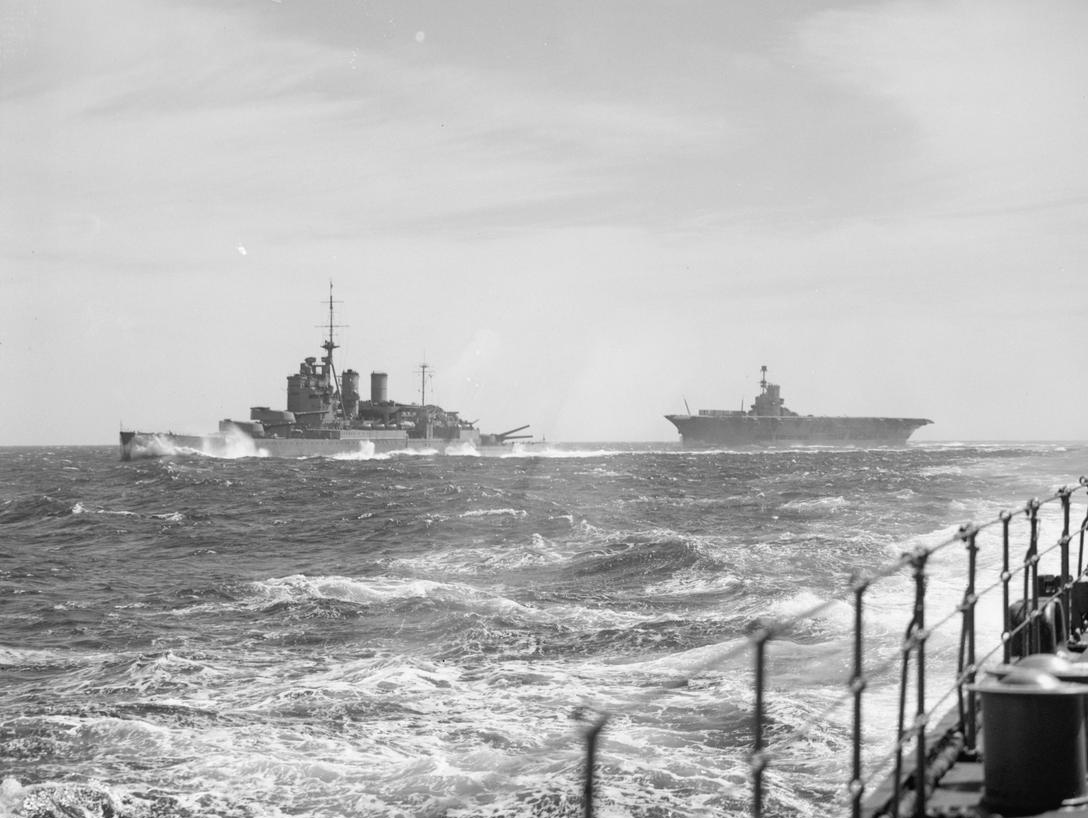
行動を共にするレナウンとアーク・ロイヤル。

1939年10月に、アーク・ロイヤルはフリータウンに再配置され、ドイツ海軍のポケット戦艦「アドミラル・グラーフ・シュペー」の捜索のためにアフリカ海岸に従戦した。同空母はK部隊に割り当てられ、巡洋戦艦「レナウン」と共に南大西洋を航海した。10月9日、アーク・ロイヤルの艦載機はグラフ・シュペーに補給したドイツ補給船（タンカー）アルトマルク (Altmark) 」を発見した。同船は、連合国を欺いてアメリカ船デルマー(Delmar)として偽装していた。11月5日、アーク・ロイヤルは、ドイツに到着しようとしていたドイツ商船ウーヘンフェルズ(Uhenfels)を捕獲した。船は後でイギリスの貨物船として迎えられ、エンパイア・アビリティ(Empire Ability)と改名された。いくつかの中立商船は空母の艦載機によって発見され、二度にわたって乗組員が攻撃されたものと思い船を放棄する事態を引き起こしている。その状況は、ノルウェイ人乗組員の船にバッグが投げ込まれたもので、彼らは再乗船した。この試みは再び行われ、ベルギー人乗組員の時にはバッグが煙突中に落ちてしまい失敗した。
この頃、シュペー号（艦長ハンス・ラングスドルフ大佐）はラプラタ沖海戦で受けたダメージを修復するためにモンテビデオに入った。ヘンリー・ハーウッド提督が指揮する英連邦の軽巡洋艦エイジャックスとアキリーズはポケット戦艦を追跡し、その位置を艦隊に報告しながら、港の入り口を哨戒した。アーク・ロイヤルとレナウンは、港外にいるイギリス艦に合流すべく派遣されたが、36時間掛かる距離にあった。英軍公使館付海軍武官は、2隻の主要艦が既に到着したとドイツ人に信じさせる計画を思いついた。モンテビデオから140マイル（230キロ）西のブエノスアイレスにアーク・ロイヤルの燃料が発注された。これは報道陣に漏らされ、モンテビデオのドイツ大使館に渡り、ラングスドルフ艦長に知らされた。シュペー号は機関部にも損害を受けており、ドイツ本国に帰る望みを断たれたラングスドルフ艦長は自沈を選んだ。

### 艦隊復帰
グラーフ・シュペーが沈んで、アーク・ロイヤルは短期間大西洋に残り、ラプラタ沖海戦で大破した重巡「エクセター」をデボンポート造船所まで護衛し、2月に到着した。これに続いて、アーク・ロイヤルは、オークニー諸島スカパ・フローに向かう前に、物資や人員の補給のためポーツマスに向かった。到着時に同空母は艦爆ブラックバーン・スクアを海軍航空基地ハットン(Hatton)に移し、停泊地の防御を強化した。アーク・ロイヤルは地中海艦隊の訓練を受けるため、1940年3月31日にスカパ・フローを出発し、空母グローリアスと共にアレクサンドリアに向かった。同二空母は4月8日に東部地中海に到着したが、1日後に訓練がキャンセルされた。二隻はジブラルタルに向かい発令を待った。
ドイツ軍は4月9日にヴェーザー演習作戦の一環としてノルウェーに侵攻し海岸の一部を確保し、イギリス海軍が試みたイギリス陸軍部隊の支援は不首尾に終わった。ドイツの航空攻撃は艦船を圧倒し、駆逐艦グルカを沈め、重巡サフォークをほぼ沈めかけた。イギリスの艦船は航空機支援を必要としていたが、ノルウェーの海岸はイギリス空軍の陸上機の守備外であった。そのことを痛感した海軍本部は4月16日に地中海からアーク・ロイヤルとグローリアスを呼び戻した。

### ノルウェー侵攻
アーク・ロイヤルとグローリアスは1940年4月23日にスカパ・フローに到着し、すぐにDX作戦の一部として再配置された。軽巡カーリューと重巡ベリックと共に航行し、駆逐艦ハイペリオン、ヘレワード、ヘイスティ、フィアレス、フューリー(Fury)、ジュノーが護衛した。これがイギリス海軍が他軍艦を戦闘機で保護することを主目的として、空母を導入した最初である。艦隊は4月25日に離岸した。アーク・ロイヤルは空からの攻撃機会を減らすため洋上120海里（220km）に配置された。同空母は対潜水艦哨戒を実施し、他の船舶には戦闘機支援を提供し、海上および陸上の目標に対する攻撃を行った。アーク・ロイヤルは4月27日にスカパ・フローに戻って損失破損した航空機と燃料を補給して、同日に戦艦ヴァリアントの護衛として前線に戻った。帰還の間、アーク・ロイヤルはノルウェーから出撃したドイツ爆撃機ユンカース Ju 88とハインケルHe 111の攻撃を受けたが、同空母は損傷を受けず、4月29日に持ち場に戻った。
この時点で、イギリスの最高司令部は彼らが南ノルウェーのドイツ軍を止めようがないことに気づいた。モルデとオンダルスネスからの連合軍の避難が始まり、アーク・ロイヤルは 4月30日からの防空支援を提供した。5月1日終日、ドイツは数多くの航空攻撃を行い、同空母を沈めようとした。アーク・ロイヤルの戦闘機や重い対空弾幕は、敵を追い払い、いくつかの爆弾は空母に落とされたが、どれも影響を与えなかった。5月3日に避難は完了し、同空母はスカパ・フローに呼び戻され、ノルウェーに戻る前に燃料補給と再武装が行われた。港にいる間、アーサー・パワー艦長は海軍本部への昇進のために艦を降り、セドリック・ホランドに代わった。ノルウェーに戻ったアーク・ロイヤルは、5月13日にフランス軍の上陸を含む、ナルヴィク周辺の防空支援を提供するように通達された。アーク・ロイヤルは5月18日に空母グローリアスとフューリアスに加わった。
こうした努力にもかかわらず、連合軍はドイツの西部戦線攻勢を前に大敗、5月下旬には危機的状況に陥った。ノルウェーはイギリス海峡へのドイツ進出と比較すれば枝葉末節であることが明らかになった。そこで連合軍をナルヴィクからイギリスに移動させるためのアルファベット作戦が実施された。アーク・ロイヤルとグローリアスは、6月1日に駆逐艦ハイランダー(Highlander)、ダイアナ、アカスタ、アーデント、アケロンに守られてスカパ・フローから撤退支援のため出港し、翌日には支援を開始した。アーク・ロイヤルは、6月3日にナルヴィクに再配置されるが、6月3日から6日にかけて航空哨戒と爆撃を実施した。翌日、厄災が発生した。空母グローリアスは駆逐艦アカスタ、アーデントに護衛され、イギリスに戻るために出港したが、この3隻はヴィルヘルム・マルシャル提督が率いる巡洋戦艦「シャルンホルスト」と「グナイゼナウ」によって攻撃され沈没したのである。アーク・ロイヤルの航空捜索はシャルンホルスト級戦艦2隻を発見できず、ドイツ艦はトロンハイムに帰投した。
最後の避難隊は6月9日にナルヴィクを出発した。イギリス艦船の撤退前に、シャルンホルストの拠点トロンハイムへの攻撃があった。アーク・ロイヤルの艦爆スクアの攻撃が6月13日深夜に行われた。この攻撃は厄災であった―護衛の駆逐艦アンテロープとエレクトラが衝突し、一方アーク・ロイヤルが霧の中で航空機を発進させ、修理のためにイギリスに帰したが15機の艦爆スクアのうち8機が撃墜され、シャルンホルストは被害を免れた。アーク・ロイヤルは翌日スカパ・フローに戻り、地中海艦隊に再度割り当てられた。

### 地中海の展開
アーク・ロイヤルは巡洋戦艦フッドと3隻の駆逐艦と共にスカパ・フローを離れ、1940年6月23日、ジブラルタルに到着した。ここでフッドとアーク・ロイヤルはジェームズ・サマヴィル下のH部隊に加わった。フランス第三共和政の崩壊とヴィシー政権の発足、枢軸陣営との休戦協定協定により、ヴィシー軍の艦艇が枢軸支配下に入り、戦争全体に影響を及ぼす可能性があった。イギリスはそれを懸念し、カタパルト作戦を発動する。アーク・ロイヤルのホランド艦長はパリのイギリス公使館付海軍武官を務めた経歴があり、アルジェリアメルセルケビールに在泊するフランス艦隊（襲撃部隊）の降伏や自沈を交渉するために送られた。H部隊は、港外に配置され、フランスの海軍大将達が提示された条件に同意しなかった時、襲撃部隊のダンケルク級戦艦やプロヴァンス級戦艦などに砲撃を開始した。アーク・ロイヤルの艦載機は、イギリス艦船へ標的情報を提供した。フランス戦艦ストラスブールは、アーク・ロイヤルの艦攻ソードフィッシュの攻撃を回避してツーロンに逃げ込んだ。攻撃の二日後、アーク・ロイヤルの艦載機はレバー作戦を敢行、先の攻撃で浜に乗り上げたフランス戦艦ダンケルクを無力化した。
H部隊は地中海でのフランスの戦闘可能性を減らし、7月8日にジブラルタルからイタリアを標的とした攻撃を準備した。同部隊は出発の8時間後、イタリアの爆撃機の攻撃を受けた。H部隊には損害は無かったが、サマヴィルは攻撃を取りやめ、艦隊をジブラルタルに向かわせた。7月中、イギリスのマルタ植民地がイタリア空軍の攻撃を受け、H部隊が島の防空強化のためのホーカー_ハリケーン配送を命じられた。H部隊は7月31日から8月4日に配置され、小型空母アーガスが航空機の配送に使用され、アーク・ロイヤルは艦隊用の防空支援を提供した。8月2日、アーク・ロイヤルは、カリアリのイタリア空軍基地に対する空襲を成功させた。
H部隊は9月30日までジブラルタルに残り、アンドルー・カニンガム提督のアレクサンドリア艦隊の援軍を護衛した。途中、この援軍作戦とマルタへの補給船団の出港の両方から注意を逸らせるため、エルマスとカリアリのイタリア空軍基地への陽動攻撃が計画された。攻撃は10月1日に首尾よく行われ、艦隊はイタリア空軍から注目を集めることなくアレキサンドリアに到達した。アレキサンドリアからアーク・ロイヤルは外され西アフリカに送られ、ヴィシー・フランスの植民地に自由フランスへ忠誠を変えるよう促すイギリスの試みを支援した。交渉中、いくつかの自由フランスの航空機がアーク・ロイヤルから飛び立ったが、彼らの航空機はダカールで捕まった。交渉は失敗し、アーク・ロイヤルの艦爆はイギリスの武力でのダカールの奪取の試みが不調の間、軍事施設に向けられた。この後、アーク・ロイヤルはフォーチュン、フォレスターとグレイハウンドに護衛されて改装のためにイギリスに帰り、10月8日にリバプールで入渠する。11月3日までの修理には、機械の修理と新しい飛行甲板の遮蔽柵敷設が含まれていた。
改装後、アーク・ロイヤルは戦艦バーラム、重巡ベリック、グラスゴーと一緒にジブラルタルに出航し、11月6日に到着した。この部隊はジブラルタルからアレクサンドリア、マルタへの輸送船団を護衛するために、H部隊の残りと配置された。1940年から1942年の間のマルタ支援の35船団の一つで11月25日のMB9作戦(カラー作戦)に割り当てられるまでに、護衛は数回実行された。戦艦ジュリオ・チェザーレとヴィットリオ・ヴェネトが率いるイタリア艦隊が同護送隊を迎撃するために派遣された。このイタリア艦隊はアーク・ロイヤルの偵察機によって発見され、同空母は艦上雷撃機ソードフィッシュを放ち、H部隊の主力艦は会敵すべく進路変更を行った。この戦闘、スパルティヴェント岬沖海戦で、イタリアの駆逐艦ランチエーレは損傷したが、イギリスの爆撃機や砲火が原因であるかどうかは不明である。イギリスはランチエーレを巡洋艦と間違えたが、イタリアの司令官は巡洋艦ボルツァーノが被弾したという不正確な報告を受けた。イギリスの攻撃は、他のイタリア船に損傷を与えたり、この無効化した駆逐艦を沈めることができず、イタリア空軍による報復攻撃がアーク・ロイヤルを多重爆撃の対象と見なしたが、いずれも打撃を受けなかった。この戦いはイギリス船団が無傷で目的地に到達した以外は、明確な結果が無かった。
1940年12月14日、アーク・ロイヤルとH部隊は、ジブラルタルから大西洋に再配置され、アゾレス諸島に通商破壊艦を捜索した。アーク・ロイヤルは12月20日に地中海に戻り、12月27日までマルタから戦艦マレーヤと商船を護衛した。H部隊は、MC4作戦（エクセス作戦）：イタリア陸軍をエジプトからリビアに押し出そうとする西部砂漠軍を支援するために、地中海を通して船団を動かす作戦に関わるようになった。
1941年1月、ドイツ空軍の参入と空母イラストリアスの大破が地中海の戦いに変化をもたらした。地中海艦隊が東部地中海の枢軸下の圧力下にあり、一方ジブラルタルのイギリス領港は、スペインが戦争の外に在り続けドイツとの同盟を選択した場合には失われることになる。地中海艦隊を楽にするため、イギリスの強さをスペインとフランコ政権に示威しながら、海軍本部とカニンガム提督はイタリアを標的に、重艦隊の砲撃の下で、アーク・ロイヤルのソードフィッシュ爆撃隊を使うことを計画する。1月2日の最初のサルデーニャのティルソ・ダムの爆撃は成功しなかったが、1月6日のアーク・ロイヤルのソードフィッシュ隊は港湾都市ジェノヴァ爆撃ではもっと成功した。同空母の艦載機はまた港を砲撃している間、巡洋戦艦レナウン、戦艦マレーヤを支援した。1月9日、アーク・ロイヤルはラ・スペツィアで石油精製所を爆撃し、港に機雷を撒くために艦載機を放ち、両作戦は成功した。

### シャルンホルストとグナイゼナウの捜索
1941年2月初め、ドイツ海軍の海軍総司令エーリヒ・レーダーの命令で、ギュンター・リュッチェンス提督が指揮するシャルンホルスト級戦艦2隻が大西洋に向かった。彼らは、連合国の船舶を混乱させ、他の地域から主要な船を引き寄せることになった。3月8日、H部隊とアーク・ロイヤルは両戦艦を探しアメリカから渡ってくる船団をカバーするためにカナリア諸島への出動を命じられた。アーク・ロイヤルは、拿捕した乗組員の制御下でドイツに戻ってくる捕獲船を探索するために艦載機を用いた。3月19日に3隻を発見し、2隻は自沈し3隻目のポリカープ(Polykarp)は再び捕獲された。
1941年3月21日の夜、アーク・ロイヤルのフェアリー・フルマーが海上のドイツ艦2隻（グナイゼナウ、シャルンホルスト）を発見。無線の不具合のために、乗員はアーク・ロイヤルに戻って報告する必要があった。ドイツ艦は霧に隠れて逃走、次の日、アーク・ロイヤルは通商破壊艦の再発見のために哨戒を再開した。日中、カタパルトの不具合がフェアリー・ソード・フィッシュを破壊した。空母前方の海上に胴体を飛ばし、停止できなかったアーク・ロイヤルはソードフィシュの上を走り、機体が爆発したときにその上にあった。シャルンホルストとグナイゼナウは邪魔されることなくブレストに到達し、アーク・ロイヤルは修理のためジブラルタルに向かい3月24日に到着した。

### マルタ船団とタイガー作戦(MD.4作戦)
アーク・ロイヤルは、4月は変わってマルタ輸送船団への航空支援とマルタへの航空機配送を担い、大西洋に入って通商破壊艦の捜索を行った（MD.4作戦）。1941年5月まで、エルヴィン・ロンメルのドイツアフリカ軍団は北アフリカを通ってスエズ運河に向かっており、前面の西部砂漠軍を押していた。北アフリカ戦線の連合国軍は崩壊に近くなり、戦略的な場所が脅かされると、イギリス軍高司令部は地中海を越えてアレクサンドリアに補強護送隊を送る危険を冒した。船団は5隻の大型輸送船からなり、アーク・ロイヤル、巡洋戦艦レナウン、戦艦クィーン・エリザベス、軽巡シェフィールド、ナイアド、フィジー、グロスターが護衛し、第5駆逐艦小隊が取り巻いた。アーク・ロイヤルの出発前、ホランド艦長はストレスや体調不良から回復するために艦を降り、代わりにロベン・マウンドが艦長に着いた。船団は5月6日にジブラルタルを離れ、イタリア航空機によって発見された。船団は14ノット（26km / h; 16mph）に制限されており、非常に多くの主要艦船で護衛されてはいたが、イタリアとドイツの航空機が動員されたように魅力的な目標だった。
イギリス護送隊は、5月8日に最初はイタリア空軍によって、その後ドイツ空軍に空爆された。その日は、アーク・ロイヤルのフェアリー・フルマー12機（使用可能な最大数）はシェフィールドからのレーダーからの標的情報、対空砲火の支援を受けて、50機以上の敵機を追い払った。第一波で、フルマー１機が失われ、ルパート・ティラード(Rupert Tillard)飛行大尉とマーク・サマービル(Mark Somerville)中尉が死亡した。もう１機は搭乗員の入れ換え時に破壊され、他の数機も損傷を受けた。したがって、僅か７機のみが主敵ドイツ空軍34機に直面できた。夕闇直前の攻撃は、2機の航空機と艦の対空砲火で凌いだ。船団は深刻な損傷を受けることなく生き残った：唯一の死者は機雷によるもので、エンパイア・ソング(Empire Song)は沈み、ニュージーランド・スターは被害を受けたものの港に辿り着いた。アーク・ロイヤルはジブラルタルへの復路5月12日、別の航空攻撃を受けた。その月の後半に、同空母と空母フューリアスはマルタ支援のためのハリケーン戦闘機配送を行った。

### ビスマルク狩り
1941年5月18日には、リュッチェンス提督が指揮するドイツ戦艦「ビスマルク」と重巡「プリンツ・オイゲン」がライン演習作戦を開始する。ドイツ艦隊はデンマーク海峡海戦で巡洋戦艦「フッド」を沈めてランスロット・ホランド提督を葬り、新鋭戦艦「プリンス・オブ・ウェールズ」を損傷させて撃退し、重巡2隻（ノーフォーク、サフォーク）の追跡を振り払った。リュッチェンス提督はオイゲン号に通商破壊作戦の継続を命じ、損傷を受けたビスマルクはフランス大西洋岸に向かった。アーク・ロイヤル、レナウンそしてシェフィールドは駆逐艦フォークナー、フォーサイト、フォレスター、フォーチュン、フォックスハウンド、そしてフューリーに随伴され、5月23日に大西洋に派遣され戦艦を捜索した。
5月26日には、アーク・ロイヤルからのソードフィッシュはビスマルクを発見し尾行を開始する、一方本国艦隊が追跡のため動員された。発見時、イギリス艦船は130海里（150マイル、240キロ）離れていたので、ビスマルクがサン・ナゼールに到着する前に捕えられなかった。艦攻ソードフィッシュ15機が雷装し、独艦を遅らせるために送られた。シェフィールドはまたビスマルクを尾行して、アーク・ロイヤルとビスマルクの間にあった。航空機はこのイギリス巡洋艦を間違って攻撃した。魚雷には信頼性の低い磁気雷管が取り付けられていたため、海面接触でほとんどが爆発し、シェフィールドは残りの魚雷を避けた。過ちに気づいた後、パイロットの一人が「ニシンに申し訳ない」とシェフィールドに合図を送った。
空母に戻ったソードフィッシュは接触爆発弾頭で再武装し、19:15に2回目の攻撃のために出撃した。日没直前にビスマルクを発見し攻撃した。3本の魚雷が命中し、2本は機関室の前部に当たり軽微な損傷を与え、3本目は左舷の操舵室に当たり舵を左舷15°で固定させてしまった。ビスマルクは実情で合理的に安定したコースを取れるプロペラ速度の組み合わせを見つけるまで、円周を描いて航行することを余儀なくされた。それは風速8と海の状態では、イギリス軍艦に向けて航海することになり、ほとんど操縦能力は無かった。このドイツの戦艦は5月26夜から猛攻を受け、5月27日10時39分に沈んだ。

### マルタ船団護衛
アーク・ロイヤルとH部隊の艦船は1941年5月29日にジブラルタルに戻った。戦艦ビスマルクの撃沈による連合軍の士気昂揚にもかかわらず、地中海での戦争は連合国に対して不利になっていた。連合国はギリシャの戦いとクレタ島の戦いで敗北した。ギリシャとクレタ島も、枢軸軍が占領した。ドイツアフリカ軍団はエジプトへの最終的な攻勢を開始する準備をしていた。英領マルタは地中海で重要な拠点として残っていたが、イタリアとドイツの空襲による圧力が高まり、クレタ島の崩壊後はアレクサンドリアからの補給もできなくなった。
アーク・ロイヤルは6月と7月に数回にわたり補給任務でマルタに航空機を配送し、7月のサブスタンス作戦と9月のハルバード作戦の船団を護衛した。いくらかの損失があったものの、船団はマルタ補給と戦闘維持に成功した。マルタでの連合軍の戦闘継続は、アフリカのロンメルにとってかなりの問題であった。アフリカではイタリアからの潜水艦と爆撃機による供給量の1/3を失っていた。アドルフ・ヒトラーはレーダー海軍総司令の忠告にも拘わらず、地中海にU-ボートの一団を送り込み連合軍船を攻撃することに決めた。地中海におけるUボート作戦の開始である。

### 沈没
1941年11月10日、アーク・ロイヤルは航空機をマルタまで運送するパーペテュアル作戦に従事したのちに、ジブラルタル港に向かった。ジェームズ・サマヴィル提督はスペインの海岸からUボート警報を受信し、アーク・ロイヤルを含むH部隊はUボートに対する警戒を高めた。一方ドイツ側ではフリードリッヒ・グッゲンベルガー艦長が率いる潜水艦U81は、H部隊がマルタからジブラルタルに引き返しつつあると報告を受けた。
11月13日、15時40分に、駆逐艦リージョンに搭乗したソナー員が未確認の音を検出したが、艦隊の駆逐艦のスクリュー音と誤認した。1分後、アーク・ロイヤルの右舷艦中央（燃料庫と弾薬庫の間、アイランド艦橋の真下付近）にU81からの魚雷１本が命中した。この魚雷の衝撃でアーク・ロイヤルは大きく揺れ、飛行甲板上で待機していた武装した攻撃機が海面に落下し、搭乗していたエイブル・シーマン・エドワード・ミッチェルが死亡した。この雷撃で39.6m×9.1mの破孔が形成された。魚雷は深い深度に設定されていたので、被害は艦底にまで及んだ。被雷によって右舷ボイラー室と電話交換室、オイルタンク、ビルジタンクが破壊され浸水した。これによって右舷側の主機は停止し、アーク・ロイヤルの後半部分は停電した。艦長は浸水の拡大を防ぐために機関を停止させてアーク・ロイヤルを止めようとしたが、艦内の連絡が途絶されたために機関室まで伝令を走らせる必要があった。このため艦の停止が遅れ浸水が拡大したとされる。被雷から20分で右に18度傾斜した。艦長は空母カレイジャスのように艦が急激に沈没することを懸念し、アーク・ロイヤルを早々に放棄することを決定する。しかし命中後30分経過時点でアーク・ロイヤルは安定しているように見られたため、サマヴィルはアーク・ロイヤル放棄の方針を撤回し、沈没を避けるためのダメージコントロールの実施を命じた。乗務員はいったん飛行甲板に集められ、避難せず船に残って復旧作業行う人選がなされた。リージョンがアーク・ロイヤルに横付けされ、復旧作業に従事しない兵員を乗り移らせた。この結果、組織的なダメージコントロールは被雷後49分実施されず、浸水の拡大は野放しであった。下部デッキのハッチなども換気のために解放されたまま放置されていた。
やがて浸水は中央のボイラー室にまで拡大し、アーク・ロイヤルは完全に停電してしまう。アーク・ロイヤルには推進システムから独立したディーゼル発電装置を装備していなかった。駆逐艦ラフォーレイがアーク・ロイヤルに横付けし、電力と追加の排水ポンプを供給した。ボイラーは再点火され、ビルジポンプが始動された。ジブラルタルからはタグボートのトーマスが20時に到着し、アーク・ロイヤルに曳行用のワイヤーを装着してジブラルタル港への曳航を開始した。
しかし、浸水による右舷への傾斜は増大する一方で、ボイラー室の吸気経路にも海水が迫っていた。このため再稼働されたボイラーは停止を余儀なくされた。午前2時には傾斜は20度に達し、午前4時には27度になったためアーク・ロイヤルの復旧作業は中止され、復旧のために残っていた乗員も退避した。午前6時19分にアーク・ロイヤルは右側に転覆して沈没した。アーク・ロイヤルは完全に横倒しになったあと3分程海面に浮いていた。船体は2つに分断され、後部は2-3分で沈み、前部はその後海没した。

### 調査委員会
アーク・ロイヤルの沈没を受けて、調査委員会が設立された。艦長は、被雷後の対応が不適切であったとして軍法会議で有罪判決が言い渡された。またアーク・ロイヤルにはバックアップ電源が備えられておらず、ボイラーとタービン発電機がダウンした後は停電してしまい、復旧作業を困難にしたという報告書がまとめられた。これらは戦訓として当時建造中だった空母に取り入れられた。調査委員会は沈没地点をジブラルタルから41kmの地点とした。

## 海底のアーク・ロイヤル
2002年12月、海中探査会社のC＆C Technologies、Incがソナーを搭載した自律型無人潜水機を使用して、ジブラルタルから56kmの深度1000mの海底にアーク・ロイヤルを発見した。艦首から20mの部分で船体は切断されており、その2つの部分の間には、艦橋や煙突、格納庫から滑り出た航空機などが海底に散乱している。予想された沈没地点より東側であった。このことはジブラルタル海峡の海流が影響していると考えられた。

## 艦歴
1939年
12月：ドイツのポケット戦艦アドミラル・グラーフ・シュペー捜索支援のため南大西洋に派遣された。
1940年
春：ノルウェー戦線に参加。
6月：H部隊に加わる。
7月3日：アルジェリアメルセルケビルのフランス艦隊に対する攻撃（カタパルト作戦）に参加。
7月6日：メルセルケビルのフランス戦艦ダンケルクに対する攻撃（レバー作戦）を行った。
7月8日：地中海東部で行われる船団護衛作戦（MA5作戦）の陽動としてサルデーニャ島のカリャリ空襲を行うため、H部隊はジブラルタルから出撃した。しかし、H部隊は空襲を行わずに引き返した。
7月23日：フランス西岸での商船攻撃を目的として出撃したが、この作戦は中止された。
7月31日以降：ハリー作戦に参加。
8月2日：カリャリ付近の飛行場を空襲した。
9月：ダカール沖海戦に参加。
11月以降：地中海でホワイト作戦などの作戦に従事した。
1941年
1941年の間、アーク・ロイヤルは地中海で活発に活動し、また、マルタへの戦闘機の輸送にも何度も従事した。
3月：ドイツ巡洋戦艦シャルンホルスト、グナイゼナウの追跡にあたった。
5月：ビスマルク追撃に参加。
5月26日：アーク・ロイヤルから発進した雷撃機がビスマルクに魚雷3本を命中させた。
11月：マルタへの戦闘機輸送の作戦（パーペテュアル作戦）に参加。
11月13日：ジブラルタルへ帰投中ドイツ潜水艦U81の雷撃を受けて損傷。曳航されたが14日早朝、ジブラルタルまで残り25マイルの地点で横転沈没した。

## 創作作品での登場
- 『シップス・ウィズ・ウィングス（英語版）』（1941年）

セルゲイ・ノルマンドフ監督。ギリシャ・イタリア戦争（バルカン戦線）におけるアーク・ロイヤルの活躍が描かれる。大部分は模型だが、本艦で撮影した実写映像も使用した。なお艦名は「HMS Invincible（インヴィンシブル）」と表記している。
- 『ビスマルク号を撃沈せよ!』（1961年）[16]

ルイス・ギルバート監督。アーク・ロイアル役として、空母「ヴィクトリアス」と空母「セントー」が出演した。特にセントーは実際に複葉艦上攻撃機ソードフィッシュを搭載し、飛行甲板から発進させている。